# Mieczysław Rycharski
Mieczysław Stanisław Rycharski ps. „Białynia”, „Roman” (ur. 10 stycznia 1901 w Warszawie, zm. 9 kwietnia 1965 w Szczecinie) – polski wojskowy, podkomisarz Straży Granicznej, po II wojnie światowej współpracownik Głównego Zarządu Informacji Ludowego Wojska Polskiego, kawaler Orderu Virtuti Militari.

## Życiorys
Urodził się 10 stycznia 1901 w Warszawie. Był synem Stanisława Rycharskiego i Heleny z d. Poderni. Jego ojciec pracował jako buchalter, matka była córką Mieczysława Poderni, pułkownika lekarza armii rosyjskiej i siostrą Władysława (1861–1928), generała brygady Wojska Polskiego. Był bratem Lucjana Ludwika (1902–1977), inżyniera, podporucznika kawalerii rezerwy Wojska Polskiego.
W 1910 rozpoczął naukę w Korpusie Kadetów w Symbirsku, następnie został przeniesiony do Korpusu Kadetów im. Suworowa w Moskwie. Tam zastał go wybuch rewolucji październikowej. 11 listopada 1918 wstąpił do Wojska Polskiego. Służył w 3 Pułku Ułanów Śląskich. Walczył jako dowódca plutonu w wojnie polsko-bolszewickiej, za co został odznaczony Krzyżem Walecznych i Orderem Virtuti Militari.
W 1922 został zdemobilizowany, przez dwa lata pracował jako praktykant w majątkach ziemskich w Poznańskiem, następnie zamieszkał w Nowogródku, gdzie pracował w starostwie powiatowym jako referent, następnie kierownik referatu odbudowy zniszczeń wojennych. 17 marca 1926 prezydent RP mianował go podporucznikiem rezerwy ze starszeństwem z 1 lipca 1925 i 232. lokatą w korpusie oficerów kawalerii. W 1928 wstąpił do Straży Granicznej, przeszedł szkolenie wywiadowcze, odbył też kurs oficerski. W 1934, jako oficer rezerwy pozostawał w ewidencji Powiatowej Komendy Uzupełnień Sambor. Posiadał przydział do Oficerskiej Kadry Okręgowej Nr X. Był wówczas w grupie oficerów „pełniących służbę w Straży Granicznej”. Służył na granicy polsko-niemieckiej w Inspektoracie Granicznym „Przasnysz”, a od 1938 na granicy z Czechosłowacją, kierował Posterunkiem Oficerskim Wywiadu Ofensywnego Oddziału II Sztabu Generalnego. Na stopień porucznika rezerwy został mianowany ze starszeństwem z 19 marca 1939 i 72. lokatą w korpusie oficerów kawalerii.
Po wybuchu II wojny światowej otrzymał przydział do 1 Pułku KOP „Karpaty”. Z tą jednostką wziął udział w kampanii wrześniowej. Po jej zakończeniu zamieszkał w Wilnie, gdzie pracował fizycznie. W grudniu 1941 wyjechał do Nowogródka. Tam w marcu 1942 wstąpił do Armii Krajowej, od kwietnia 1942 pełnił funkcję p.o. szefa wywiadu Okręgu AK Nowogródek, używał pseudonimu „Białynia”. Jednak już w czerwcu 1942 został od swoich obowiązków odsunięty, a w sierpniu 1942 zwolniony ze swoich obowiązków. Według jego własnej relacji przyczyną była jego niechęć do rozpracowania sowieckich oddziałów partyzanckich. W grudniu 1943 powrócił do Wilna. Tam w czerwcu 1944 wstąpił do 6 Wileńskiej Brygady Armii Krajowej, tam służył jako pomocnik oficera ds. wywiadu. Używał pseudonimu „Roman”. 
Po rozformowaniu oddziału powrócił do Wilna. Tam podjął współpracę z Wydziałem Wojskowym Związku Patriotów Polskich. Zajmował się werbunkiem do ludowego Wojska Polskiego, działał w środowisku młodych żołnierzy Armii Krajowej. W listopadzie 1944 został skierowany do 2 Armii Wojska Polskiego. Tam służył w wywiadzie personalnym, faktycznie wykonując zadania dla Informacji Wojskowej.
24 września 1945 rozpoczął służbę w Oddziale I Zarządu Informacji Korpusu Bezpieczeństwa Wewnętrznego w Warszawie na stanowisku oficera informacji. 21 listopada tego roku został przeniesiony do Ministerstwa Bezpieczeństwa Publicznego. Tam początkowo był zastępcą kierownika I sekcji Wydziału I Departamentu I, a od 1 października 1946 kierował w tym Wydziale sekcją II. W lutym 1947 został przeniesiony do szkoły MBP w Legionowie. Odszedł ze służby w październiku 1947, został zdemobilizowany w stopniu majora. 
Po zwolnieniu ze służby pracował w Zjednoczeniu Biur Projektowych Miasto Projekt Stolica. Zmarł 9 kwietnia 1965 w Szczecinie. Został pochowany na cmentarzu Centralnym w Szczecinie (kwatera 33C, rząd 10, grób 22).

## Ordery i odznaczenia
- Krzyż Srebrny Orderu Wojskowego Virtuti Militari nr 5044[21][22][23]
- Krzyż Walecznych

25 października 1937 Komitet Krzyża i Medalu Niepodległości odrzucił wniosek o nadanie mu tego odznaczenia „z powodu braku pracy niepodległościowej”.